# Lodderia eumorpha
Lodderia eumorpha es una especie de molusco gasterópodo de la familia Liotiidae.

## Subespecies
- Lodderia eumorpha cookiana

## Distribución geográfica
Se encuentra  en Nueva Zelanda.